# Wayne McCarney
Wayne McCarney (* 30. Juni 1966 in Colac) ist ein ehemaliger australischer Radrennfahrer, der vorrangig auf der Bahn aktiv war.
Wayne McCarney errang bei den Commonwealth Games 1986 in Edinburgh zwei Goldmedaillen, eine im Scratch über zehn Meilen sowie in der Mannschaftsverfolgung (mit Glenn  Clarke, Brett Dutton und Dean Woods). Bei den Goodwill Games in Moskau im selben Jahr belegte die Mannschaft in derselben Zusammensetzung den dritten Platz.
1988 startete McCarney in der Mannschaftsverfolgung bei den Olympischen Spielen in Seoul. Gemeinsam mit Dutton, Stephen Glede, Dean Woods und Scott McGrory holte er Bronze in der Mannschaftsverfolgung. Nachdem er schon 1986 mit Michael Turtur Dritter der australischen Meisterschaft im Zweier-Mannschaftsfahren geworden war, belegte er in dieser Disziplin 1993 mit Tony Davis Platz zwei. Aufgrund gesundheitlicher Probleme beendete er anschließend seine sportliche Karriere.